# 1901 في إيطاليا
فيما يلي قوائم الأحداث التي وقعت خلال عام 1901 في إيطاليا.

## رياضة
- 1 يناير – البطولة الاتحادية الإيطالية لكرة القدم 1901

## مواليد

### يناير
- 1 يناير – باولوا ماتسا لاعب كرة قدم إيطالي.

### مارس
- 8 مارس – كارلو سيفينيني لاعب كرة قدم إيطالي.
- 18 مارس – جوسيبي سانتاغوستينو لاعب كرة قدم إيطالي.

### يونيو
- 1 يونيو – يولاندا أميرة سافوي

### يوليو
- 7 يوليو – فيتوريو دي سيكا مخرج أفلام إيطالي.
- 26 يوليو – أومبيرتو كاليغاريس لاعب كرة قدم إيطالي.

### أغسطس
- 10 أغسطس – فرانكو راسيتي فيزيائي إيطالي.
- 20 أغسطس – سالفاتوري كوازيمودو كاتب إيطالي.

### سبتمبر
- 16 سبتمبر – أوغو فريجيريو منافِس أوليمبي إيطالي.
- 29 سبتمبر – إنريكو فيرمي فيزيائي إيطالي.

### أكتوبر
- 16 أكتوبر – فيديريكو مونيراتي لاعب ومدرب كرة قدم إيطالي.
- 20 أكتوبر – لويجي تاسيلي درّاج طريق إيطالي.

### نوفمبر
- 24 نوفمبر – بارزان لاعب كرة قدم إيطالي.

## وفيات

### يناير
- 27 يناير – جوزيبي فيردي (مواليد 1813) ملحن إيطالي.

### أبريل
- 8 أبريل – جوليو بيززوزيرو (مواليد 1846) طبيب إيطالي.

### مايو
- 22 مايو – جايتانو بريشي (مواليد 1869)

### أغسطس
- 12 أغسطس – فرانشيسكو كرسبي (مواليد 1818)